# Yoru ni Mahō o Kakerarete
Yoru ni Mahō o Kakerarete (夜に魔法をかけられて?) è il primo album di indigo la End, pubblicato il 6 febbraio 2013 su eninal.

## Background
Yoru ni Mahō o Kakerarete è il primo album completo del gruppo dopo circa sei mesi dal mini-album Nagisa nite (渚にて?), e include le canzoni she e 大停電の夜に (Daiteiden'noyoruni?) già pubblicate dal gruppo.
Il titolo dell'album è stato deciso prima della sua produzione, e il significato della parola 夜 (Yoru?, notte) è che Kawatani scriveva spesso canzoni di notte e gli piaceva la parola, oltre al fatto che si tratta della parte finale di una trilogia.

## Tracce
Testi e musiche di Enon Kawatani.
1. sweet spider – 5:19
2. she – 5:46
3. 大停電の夜に (Daiteiden'noyoruni?) – 4:49
4. 鞠の空想 (Mari no kūsō?) – 1:32
5. 彼女の相談 (Kanojo no sōdan?) – 4:45
6. スプーンで乾杯 (Supūn de kanpai?) – 4:18
7. 抱きしめて (Dakishimete?) – 5:13
8. マリの回想 (Mari no kaisō?) – 2:17
9. スウェル (Sūeru?) – 5:57
10. fake street – 3:50
11. X day – 3:47
12. 雨の魔法 (Ame no mahō?) – 4:23